# Листвин (Коростенський район)
Ли́ствин — село в Україні, у Словечанській сільській громаді Коростенського району Житомирської області. Розташоване за 37 км на захід від Овруча. Населення становить 1080 осіб.

## Географія
Село розташовано на Словечансько-Овруцькому кряжі. Біля села бере початок річка Норинь.

## Історія села
Перша писемна згадка про Листвин датується 1775 роком. Першими відомими панами у селі були пан Біскун Масальський (1744—1777 рр.) і пан Станіслав Плотницький (після 1777 р.).
1774 року у Петрашах (зараз у межах Листвина) була побудована церква.
1878 року володіння поміщика Ніротворцева включали села Петраші, Листвин, Раліоновичі, Франківку, Переброди. Весь Листвинський маєток становив 16877 десятин землі.
1869 року збудовано Петрашівську Святомиколаївську церкву, а 1892 року у Петрашах відкрилась однокласна школа.
На 1910 рік села Листвин, Петраші, Раліоновичі ще були окремими. Сільський схід обирав на три роки старосту, збирача податків і представника на волосний схід.
Колишній орган місцевого самоврядування — Листвинська сільська рада.

## Відомі люди
- Никончук Микола Васильович (5 червня 1937 — 3 квітня 2001) — український мовознавець, дослідник у галузі діалектології та лінгвістичної географії, доктор філологічних наук, професор, завідувач кафедри української мови Житомирського державного університету імені Івана Франка (1973—2001).

У жовтні 2014 року у Листвині встановили пам'ятну дошку герою, який віддав своє життя за Україну. На дошці зазначено: «В цій школі навчався Радкевич Петро Іванович, який героїчно загинув 10.08.2014 року, виконуючи військовий обов'язок по захисту суверенітету та територіальної цілісності України. Слава Україні! Героям слава!» Також у травні 2017 року було встановлено пам'ятну дошку герою України Андросовичу Олександру бійцю 28 окремої механізованої бригади.